# Euoplos similaris
Euoplos similaris là một loài nhện trong họ Idiopidae.
Loài này thuộc chi Euoplos. Euoplos similaris được William Joseph Rainbow & Pulleine miêu tả năm 1918.